# Mrs. Henderson præsenterer
Mrs. Henderson præsenterer (eng: Mrs. Henderson Presents) er en britisk komediefilm fra 2005 instrueret af Stephen Frears og baseret på den virkelige historie omkring Windmill Theatre i London under Anden Verdenskrig. Judi Dench var nomineret til en Oscar for bedste kvindelige hovedrolle.

## Medvirkende
- Judi Dench som Laura Henderson
- Bob Hoskins som Vivian Van Damm
- Will Young som Bertie
- Christopher Guest som Lord Cromer
- Kelly Reilly som Maureen
- Thelma Barlow som Lady Conway
- Anna Brewster som Doris
- Rosalind Halstead som Frances
- Sarah Solemani som Vera
- Natalia Tena som Peggy
- Thomas Allen som Eric Woodburn
- Richard Syms som Ambrose